# Brett Roberts
Brett Joseph Roberts (nacido en Portsmouth, Ohio el 24 de marzo de 1970) es un exjugador de baloncesto y de béisbol estadounidense que desarrolló su carrera profesional en las Ligas Menores de Béisbol. Con 2,03 metros de estatura, lo hacía en la posición de alero y de pitcher en béisbol.

## Trayectoria deportiva

### Universidad
Jugó durante cuatro temporadas con los Eagles de la Universidad Estatal de Morehead, en las que promedió 16,7 puntos, 8,4 rebotes y 1,6 asistencias por partido. En su última temporada duplicó su aportación en puntos al equipo, lasando de 14,5 a 28'1 puntos por partido, lo que le convirtió en el líder de anotación de la NCAA. Fue incluido en el mejor quinteto de la Ohio Valley Conference y elegido Jugador del Año de la conferencia.

### Profesional
Fue elegido en la quincuagésimo cuarta posición del Draft de la NBA de 1992 por Sacramento Kings, pero también fue elegido un año antes en la cuarta ronda del draft de la MLB por los Minnesota Twins, decidiendo dedicar su carrera al béisbol, aunque no pasó de jugar en las Ligas Menores, haciéndolo durante 7 temporadas en 7 equipos diferentes.